# 리진혁 (음악가)
리진혁(1988년~)은 조선민주주의인민공화국의 음악가이다. 은하수관현악단 소속으로 활동하고 있다.